# Chystovodne
Chystovodne  (ucraniano: Чистоводне, rumano: Suiunduc) es una localidad del Raión de Bilhorod-Dnistrovskyi en el Óblast de Odesa de Ucrania. Según el censo de 2001, tiene una población de 728 habitantes.

## Demografía
Según el censo de 2001, la mayoría de la población de Chystovodne era de habla ucraniano (95,6%), con una minoría de habla rumana (3,3%) y bulgara (0,14%).

## Historia
En el territorio de la aldea actual se encontraba el asentamiento tártaro Suyu-Duk (Aguas Puras). Se encontraron entierros nogái en el territorio de la aldea. 